# 삼비라노쥐여우원숭이
삼비라노쥐여우원숭이(Microcebus sambiranensis)는 쥐여우원숭이의 일종이다. 최근에 발견된 작은 영장류로 다른 쥐여우원숭이처럼 마다가스카르에서만 발견된다. 등 쪽은 육계색과 벽돌색-육계색을 띠며, 배 쪽은 잿빛을 띤다. 어두운 색깔의 수염을 지니고 있다.
이 종은 마다가스카르 북서부의 앙카라나 보호구역에서, 이 지역에 대한 탐사 끝에 발견되었다. 다른 종인 베르트부인쥐여우원숭이(Microcebus berthae)와 북부적갈색쥐여우원숭이(Microcebus tavaratra)와 함께 발견되어 이름 지어졌다.